# Ornithoica pusilla
Ornithoica pusilla är en tvåvingeart som först beskrevs av Ignaz Rudolph Schiner 1868.  Ornithoica pusilla ingår i släktet Ornithoica och familjen lusflugor. Inga underarter finns listade i Catalogue of Life.